# ロコ・モーション (漫画)
『ロコ・モーション』は、藤井理乃による日本の4コマ漫画。「まんがタイム」（芳文社）にて、2011年10月号から12月号にゲスト掲載された後、2012年1月号から2014年5月号まで連載された。
とある中高一貫校に通う女子高生・伊那路ひろこは、親友の白鷺ももこが地元の鉄道会社「わかば鉄道」に就職したことを期に、自身も高校を1年留年し、彼女と同じ会社に就職した。そんな新米女子鉄道員2人の仕事模様を描いた作品である。ゲスト掲載（3話）分はプロローグとして2人の高校時代を描き、本連載となってからが鉄道会社を舞台としたストーリーとなっている。
キャッチコピーは「青春をかける仕事みつけました!!」。

## 登場人物
伊那路 ひろこ（いなじ ひろこ）
本作の主人公。連載開始時は高校3年生。渾名は「ロコ」で、本人は名字で呼ばれることを嫌っている。天真爛漫かつ社交的な性格。体力はあるが、成績は悪く、特に数学が苦手。また、絵心も無い。親友のモコが地元の鉄道会社に就職したことを期に、自身も彼女と同じ会社に就職することを志すようになる。そのことから、彼女の合格祈願をすべく、追試を放棄してまで伊勢神宮へ参拝し、結果卒業が1年遅れることとなってしまった。
モコに遅れること1年、彼女と同じ「わかば鉄道」に入社した。入社して間もない新人研修の一つである列車防護の訓練中、道路で動けなくなった老女を助け、社内報でも取り上げられることとなった。7話目より車掌見習いとなった。仕事に対しては、強い情熱を以って取り組んでいるが、時に直情的な性格が災いして失敗をしてしまうことがある。その一方で、根を詰めやすい一面もあり、業務中に過労が原因で倒れてしまったこともある。
白鷺 ももこ（しらさぎ ももこ）
ロコの親友。連載開始時はロコと同じく高校3年生。渾名は「モコ」。ロコとは対照的に、寡黙であまり人付き合いも苦手なうえ、いわゆるツンデレで言葉遣いも少々キツいところがある。加えて鉄道ファンという自身の趣味に引け目を感じていたことから、小中学校時代は一人も友人がおらず、ロコが初めてできた友達だった。ロコに対しては、先輩という意識から、辛らつな言葉を吐いてしまうこともあるが、内心では彼女のことを心から気に掛けており、休日でもわざわざ自社の路線に乗り、ロコの様子見に向かったこともある。お気に入りの鉄道車両はリゾートサルーン・フェスタ。
岡谷 美鈴（おかや みすず）
ロコの同期社員。愛称は「スズ」。ロコと比べると大人しく引っ込み思案な性格であり、体力には自信がない様子。同期のロコに対しても丁寧語で喋る。その性格と外見からかファンが多く、一部がオリジナルグッズを作るなど半ばストーカーと化して本人を悩ませた。彼女もまた鉄道が趣味であり、鉄道グッズを収集するなどしている。Nゲージにはこだわりがあるようで、休日はK社製の車両とM社製の車両を連結させるべく連結器を交換したり、東京旅行に出かけたロコにテープ型LEDライトを頼んだり、自宅マンションで塗装をする等の工作派。
天竜（てんりゅう）
ロコと美鈴の新人研修担当教官。役職は助役。新人研修担当は初めてであったが、「伝説のティーチャー」を自称していた。制裁用マシーン「わかば君3号」を従えている。基本的に責任感と威厳のある人物であるが、給料日前に金銭的理由から（後輩たちに見栄を張ろうとしたにもかかわらず）昼食をうどんで済ますなど、間の抜けた一面もある。
高崎 明日香（たかさき あすか）
新人研修後のロコの教育係。20歳の時にわかば鉄道初の女性車掌として採用。現在の年齢は不詳であるが、バブル期に学生時代を過ごしたとのこと。酒好きで、泊まり勤務時にもノンアルコールビールを愛飲している。普段は後輩に対して威圧感を振るい、ロコやモコをからかって楽しんでいる節があるが、一方で彼女たちがピンチに陥ったときは的確に指示を出すなど、後輩思いの一面もある姉御的な存在。
丸山 誠司（まるやま せいじ）
新人研修後の美鈴の教育係。高崎とは同期。一見強面だが、胃薬を常用するなど、神経質な性格である模様。
区長（くちょう）
ロコらが所属する乗務区の区長。孫の影響で子供向けのアニメを観はじめ、トレーディングカードまで持ち歩くようになった。
鼎（かなえ）
女性運転士。高崎とは何かと絡み合う仲で彼女のことを『ツインテおばば』と呼ぶこともある。酒は全く飲めない。
白鳥 雅（しらとり みやび）
故人。高崎と同期入社の女性車掌。涙もろい性格で高崎に女性車掌が差別される一因とみなされていたことがあるが、心の支えともなっていた。突然の病気休職の後に病没、初登場は乗務員宿泊所の幽霊としてであった。
初の女性車掌組として様々な壁に当たり、まるで長いトンネルの中にいるような（高崎の言）暗中模索の中で高崎と酒席で愚痴を言い合う日々だったが、長いトンネル区間を天井のCG映像で楽しませる北越急行のゆめぞら号のようにその中でも楽しませる存在になりたい、というのが生前の夢だった。ただ乗ったことは無かったため、同期でもある天竜は「ゆめぞら号に乗りたい」と誤解し、毎年乗車してきては墓前に同線の乗車券を供えるようになった。高崎にとっては困ったことがあった際にも墓参するなど、現在も心の支えとなっている模様。

## 用語
わかば鉄道
ロコとモコが勤務する、山間部にあるローカル線。路線は中津駅 - 若葉駅までの全長36.7km。8駅と2つの信号場を有し長大なトンネルと信号場の存在から、安全面を考慮してワンマン化されず全列車に車掌が乗務する。路線の形態や駅名は未成線である中津川線を想わせるものとなっている。
のどかな自然に囲まれた地域を走っており、周囲には温泉などの観光地もある。ただし昼の時間帯に乗客がいない、車掌シミュレーターが段ボール製の手作りであるなど、経営状態はあまり良くない様子で、『わかばマドレーヌ』などグッズ販売も手掛けている模様。
JR名古屋駅との間に直通特急を運行しており、JR保有の383系を思わせる振り子式電車が乗り入れる、中津駅で乗務員の交代が行われる。また、わかば鉄道の自社車両もJRの車両をイメージさせるものとなっている。
ロコとモコは中高の6年間をこの路線を利用して通学しており、学校は中津駅を最寄駅としている。

## 書誌情報
- 藤井理乃『ロコ・モーション』 芳文社〈まんがタイムコミックス〉、全2巻
  1. 2012年11月22日発行（2012年11月7日発売[8]）、ISBN 978-4-8322-5130-4
  2. 2014年5月22日発行（2014年5月7日発売[8]）、ISBN 978-4-8322-5288-2